# Nematographium stilboideum
Nematographium stilboideum är en svampart som först beskrevs av August Karl Joseph Corda, och fick sitt nu gällande namn av Goid. 1935. Nematographium stilboideum ingår i släktet Nematographium, divisionen sporsäcksvampar och riket svampar.   Inga underarter finns listade i Catalogue of Life.